# IC 2040
IC 2040 ist eine Linsenförmige Galaxie vom Hubble-Typ S0 im Sternbild Eridanus südlich des Himmelsäquators. Sie ist schätzungsweise 54 Millionen Lichtjahre von der Milchstraße entfernt und hat einen Durchmesser von etwa 20.000 Lichtjahren. Gemeinsam mit neun weiteren Galaxien bildet sie die NGC 1532-Gruppe (LGG 111). 

Im selben Himmelsareal befinden sich u. a. die Galaxien NGC 1531, NGC 1532, NGC 1537, IC 2048.
Das Objekt wurde am 23. Dezember 1897 von Lewis Swift entdeckt.